# Gürbüz Lü
Gürbüz Lü (ur. w 1943 w Akgüney) – turecki zapaśnik walczący w stylu klasycznym. Olimpijczyk z Meksyku 1968, gdzie odpadł w eliminacjach w kategorii do 97 kg.
Zajął piąte miejsce na mistrzostwach świata w 1973. Czwarty w mistrzostwach Europy w 1969; szósty w 1966 i 1970. Triumfator igrzysk śródziemnomorskich w 1971 roku.